# Thelaira occelaris
Thelaira occelaris là một loài ruồi trong họ Tachinidae.